# Estádio Olímpico Atahualpa
O Estádio Olímpico Atahualpa é um estádio de futebol localizado em Quito, no Equador, a 2.850 metros de altitude.
Inaugurado em 25 de novembro de 1951, tem capacidade para 38.500 espectadores e é utilizado pela Seleção Equatoriana e pelos clubes Club Deportivo El Nacional, Sociedad Deportivo Quito, Club Deportivo Espoli e Club Deportivo Universidad Católica del Ecuador.
Em 1973, ocorreu a primeira partida no estádio pelas Eliminatórias para Copa do Mundo. Foi uma das sedes da Copa América 1993 e do Campeonato Mundial de Futebol Sub-17 de 1995.
Nesse estádio, em 29 de março de 2001, o Equador venceu pela primeira vez a Seleção Brasileira, por 1 a 0. Foi nesse mesmo estádio que o país garantiu, pela primeira vez, a participação em uma Copa do Mundo, para a Copa do Mundo de 2002, na Coreia do Sul e no Japão.